# Portret księżnej Abrantes
Portret księżnej Abrantes (hiszp. La duquesa de Abrantes) – obraz olejny hiszpańskiego malarza Francisca Goi (1746–1828) przedstawiający hiszpańską arystokratkę.

## Manuela Isidra Téllez-Girón y Pimentel
Manuela Isidra Téllez-Girón y Pimentel, księżna Abrantes (1793–1838) była hiszpańską arystokratką. W 1813 poślubiła Ángela Maríę de Carvajal, VIII księcia Abrantes, ich jedyny syn odziedziczył tytuł ojca. Podobnie jak jej rodzeństwo została wychowana w duchu oświecenia. Pasjonowała się muzyką, zwłaszcza śpiewem.

## Okoliczności powstania
Rodzice Manueli, księstwo Osuny Pedro i María Josefa Pimentel y Téllez-Girón, należeli do czołowych przedstawicieli hiszpańskiego oświecenia. Roztaczali mecenat nad naukowcami i artystami epoki, do których należał Francisco Goya. W latach 1785–1817 Goya namalował dla nich około 30 dzieł – portrety patronów i ich dzieci, sceny religijne, a także serię obrazów gabinetowych, których tematem były czarownice i gusła. W 1816 księżna Osuny zamówiła u Goi portret Manueli jako prezent dla najmłodszej córki płacąc za niego 30 kwietnia 1816 4000 reali w złocie (de vellón). 
Po powrocie Ferdynanda VII na tron Hiszpanii Goya wrócił do portretowania madryckiego społeczeństwa. Jednak namalowane w tym samym roku portrety księżnej Abrantes i jej brata Francisca były ostatnimi, które Goya wykonał dla arystokracji. W charakterze nadwornego malarza zastąpił go Vicente López Portaña, a Goya zajął się grawerstwem i portretowaniem swoich przyjaciół i przedstawicieli burżuazji, stosując prostsze kompozycje i ciemniejszą kolorystykę.

## Opis obrazu
Księżna została przedstawiona w półpostaci na jednolitym, ciemnym tle. Jest ubrana według francuskiej mody, w niebieską suknię w stylu empire i żółty szal, a także komplet kryształowej biżuterii – naszyjnik, bransoletę i kolczyki. Kręcone włosy są upięte i ozdobione wiankiem z białych róż, ramiona pozostają odkryte. Twarz jest lekko zaróżowiona, malarz podkreślił karminowe usta. Księżna kieruje do widza nieśmiałe spojrzenie. Lewą ręką przytrzymuje szal, w prawej trzyma partyturę, do której Goya dodał imię i tytuł portretowanej, oraz datę i swój podpis (D.ña Manuela Giron y Pimentel / Duq.sa de Abrantes. // P.r Goya. 1816). Partytura jest aluzją do zamiłowania księżnej do śpiewu. Atrybuty muzyczne były często wykorzystywane w portretach kobiecych – siostrę Manueli, markizę Santa Cruz Goya namalował z lirą.
Według Camóna Aznara w zbiorach Prado znajduje się rysunek przygotowawczy, a olejny szkic w Nowym Jorku.

## Technika i styl
Portret jest utrzymany w uporządkowanym i pogodnym stylu neoklasycznym; księżna w koronie z kwiatów i o smukłych ramionach przypomina klasycystyczne rzeźby muz. Ze względu na kolorystykę i delikatność przedstawienia jest przez niektórych autorów uważany za portret rokokowy. Energiczna technika malarza zachowuje jeszcze cechy stylu préciosité i kolorystyki typowej dla portretów z XVIII w., ale smugi światła i czarne pociągnięcia pędzlem są właściwe dla późniejszego stylu artysty. Goya zaczął używać więcej czerni i energicznie nakładać duże ilości farby. Tkaniny są oddane z dbałością o szczegóły, podczas gdy szybkie pociągnięcia pędzlem widoczne na kwiatach czy załamaniach żółtego szala są zapowiedzią impresjonizmu.

## Proweniencja
Obraz należał do kolekcji książąt Abrantes i ich potomków, kolejnymi właścicielami byli: hrabia Quinta de la Enjarada, hrabia Valle de Orizaba i jego potomkowie. W 1996 został zakupiony przez Muzeum Prado przy użyciu środków ze spuścizny Manuela Villaescusa Ferrero, którą milioner pozostawił muzeum w celu poszerzania zbiorów.